# Pagus
Pagus (latinsky polnost, župa) bylo ve starověku označení obvodů, na které se rozdělovala Římská říše. Zavedl je král Numa Pompilius, nebo podle jiných pramenů Servius Tullius. Tvořily pododdělení tributu (volebního obvodu) a měly vlastní představitele (magistri pagi), kteří vedli pozemkové knihy, organizovali svátek Sementivae a měli povinnosti při vybírání a přidělování tributu. Římané přenesli tento výraz také na území cizích národů, např. Germánů nebo Helvétů. Ve francouzštině se z výrazu pagus vytvořilo slovo pays (země).

## Francie
Na počátku 5. století byla římská provincie Gallia Lugdunensis Secunda, rozdělena na následující pagi:
- pagus Rotomagensis, území kolem Rouenu
- pagus Caletus, území kolem Le Havre
- pagus Vilcassinus – historický region Vexin
- pagus Tellaus, území kolem Dieppe
- pagus Bajocassinus, území kolem Bayeux
- pagus Lexovinus, území kolem Lisieux
- pagus Corilensis – Cotentin
- pagus Constantinus, území kolem Coutances
- pagus Abrincatinus, území kolem Avranches
- pagus Oximensis, území kolem Exmes
- pagus Sagensis, území kolem Sées
- pagus Corbonensis, území kolem Corbon
- pagus Ebroicinus, území kolem Évreux
- pagus Madriacensis, území kolem Merey